# Bouzon-Gellenave
Bouzon-Gellenave település Franciaországban, Gers megyében. Lakosainak száma 163 fő (2022. január 1.). Bouzon-Gellenave Aignan, Bétous, Fustérouau, Pouydraguin, Sabazan, Sorbets és Termes-d’Armagnac községekkel határos.

## Népesség
A település népességének változása:
| Lakosok száma | 190  | 181  | 176  | 186  | 193  | 192  | 193  | 174  | 165  | 163  |
|               | 1968 | 1982 | 1990 | 2006 | 2013 | 2015 | 2017 | 2019 | 2020 | 2022 |